# Geneva (police de caractères)
Pour les articles homonymes, voir Geneva.
 (mars 2018).
Si vous disposez d'ouvrages ou d'articles de référence ou si vous connaissez des sites web de qualité traitant du thème abordé ici, merci de compléter l'article en donnant les références utiles à sa vérifiabilité et en les liant à la section « Notes et références ».
Geneva est une police de caractères linéale créée par Susan Kare pour Apple. C'est l'une des plus anciennes polices fournies avec les systèmes d'exploitation Macintosh. 
Il s'agissait originellement d'une police bitmap, mais une version TrueType fut créée lorsque la technologie devint disponible sur la plate-forme Macintosh.
Geneva était à l'origine une version remaniée de la célèbre police de caractères Helvetica. La version TrueType en est cependant quelque peu différente. Helvetica vient du nom latin de la Suisse, pays où les linéales de ce type sont très populaires. Le nom Geneva vient de Genève, deuxième ville la plus peuplée de Suisse.
La version bitmap changeait d'apparence en fonction de la taille : pour les petites tailles, les i, j et l minuscules présentaient des empattements sur le dessus, le y minuscule était parallèle, l'angle central du M majuscule était beaucoup plus haut, et le chiffre  3 avait un sommet plat. De plus grandes tailles de la police étaient telles qu'elles apparaissent dans la version TrueType. À partir de Mac OS 8.5, lesdits empattements de i, j et l furent retirés et la minuscule y fut redessinée pour apparaître identique à la version TrueType, mais le 3 conserva sa barre supérieure horizontale. Les designs bitmap sont toujours disponibles dans les dernières version de l'application Terminal.

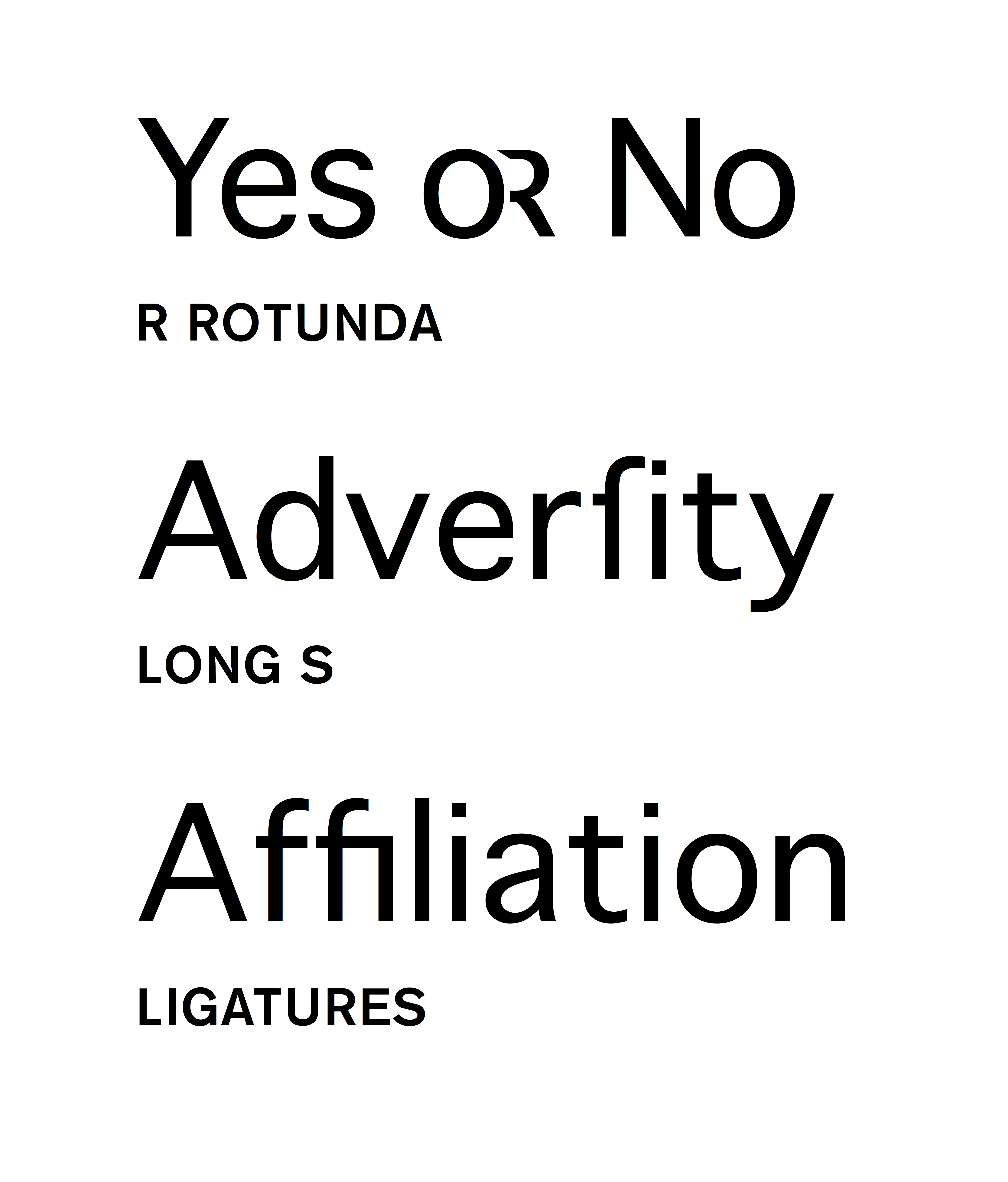
Le S long et le R de ronde de Geneva descendent de l'écriture médiévale.

Contrairement à la plupart des autres polices neo-grotesque, la version actuelle de Geneva comprend quelques ligatures ainsi que des caractères désuets comme le S long et le R de ronde comme formes optionnelles.
Une version légèrement modifiée de Geneva nommée Simple peut être trouvée dans le système d'exploitation de l'Apple Newton.